# Otto (Familienname)
Otto ist einer der häufigsten Familiennamen in Deutschland.

## Namensträger

### A
- Adelheid Otto (* 1966), deutsche Archäologin und Hochschullehrerin
- Adolf Otto (Jurist) (1827–1898), deutscher Richter und Rechtsanwalt
- Adolf Otto (Sozialreformer) (1872–1943), deutscher Sozialreformer und Genossenschaftsfunktionär
- Adolf Otto (Politiker) (1888–1962), deutscher Politiker (LDPD)
- Adolph Otto (Politiker), deutscher Politiker, MdL Sachsen
- Adolph Wilhelm Otto (1786–1845), deutscher Anatom und Hochschullehrer
- Albert von Otto (1836–1922), deutscher Verwaltungsbeamter und Politiker
- Albert Otto (1885–1975), deutscher Maler
- Alex Otto (Alexander Otto Pfennigwerth; 1861–1936), deutscher Schauspieler
- Alexander Otto (Diplomat) (1924–2017), österreichischer Diplomat
- Alexander Otto (Unternehmer) (* 1967), deutscher Unternehmer
- Alexander Otto (Fußballspieler) (* 1988), deutscher Fußballspieler
- Alfred Otto (Maler) (1873–1953), deutscher Maler
- Alfred Otto (Theologe) (1903–1982), deutscher Theologe, Mediävist und Hochschullehrer
- Alina Otto (* 1995), deutsche Handballspielerin
- Alkis Henri Otto (* 1974), deutscher Wirtschaftswissenschaftler und Hochschullehrer
- Amöne Otto (Pseudonym Amalie von Obyrn; 1774–1837), deutsche Schriftstellerin
- Andrea Otto (1975–2022), deutsche Fernsehmoderatorin und Sportjournalistin
- Andreas Otto (Physiker) (1936–2018), deutscher Physiker und Hochschullehrer
- Andreas Otto (Politiker) (* 1962), deutscher Politiker (Bündnis 90/Die Grünen)
- Andreas Otto (Boxer) (* 1963), deutscher Boxer
- Andreas Otto (Wirtschaftswissenschaftler), deutscher Wirtschaftswissenschaftler und Hochschullehrer
- Andreas Otto (Synchronsprecher), deutscher Synchronsprecher
- Angelina Otto (* 2000), deutsche Inline-Speedskaterin
- Anita Otto (1942–2019), deutsche Leichtathletin
- Ann-Kathrin Otto (* 1968), deutsche Illustratorin, Szenenbildnerin, Moderatorin, Sängerin und Fotomodell
- Anna Kerstin Otto (* 1972), deutsche Künstlerin
- Anton Otto (Theologe) (um 1505–um 1588), deutscher Theologe und Pfarrer
- Anton Otto (Entomologe, um 1849) (1848/1849–1914), österreichischer Insektenforscher (Käfer)
- Anton Otto (Schauspieler) (1852–1930), deutscher Schauspieler, Regisseur und Theaterintendant
- Anton Otto (Entomologe, 1877) (1877–1949), österreichischer Insektenforscher (Schmetterlinge)
- Arthur Otto (1872–1937), deutscher Industrieller
- August Otto (Historiker) (1800–1866), deutscher Lehrer, Übersetzer und Historiker
- August Otto (Kaufmann) († 1884), österreichischer Kaufmann
- August Otto-Walster (1834–1898), deutscher Journalist, Schriftsteller und Politiker
- Auguste Otto-Wernthal (1833–1856), deutsche Schauspielerin und Opernsängerin (Sopran)

### B
- Barry Otto (* 1941), australischer Schauspieler
- Benjamin Otto (* 1975), deutscher Unternehmer
- Bernd Otto (* 1940), deutscher Manager
- Bernd Otto (Biotechnologe), deutscher Biotechnologe und Hochschullehrer
- Bernd Otto (Rennfahrer), deutscher Automobilrennfahrer
- Bernd K. Otto (* 1947), deutscher Jazzmusiker und Autor
- Bernhard Otto (Maler) (Bernhard Johann Otto; 1805–1856), deutscher Maler
- Bernhard Otto (Heimatforscher) (1901–1981), deutscher Lehrer, Journalist und Heimatforscher
- Bernhard Christian Otto (1745–1835), deutscher Arzt, Naturforscher und Ökonom
- Berthold Otto (1859–1933), deutscher Reformpädagoge
- Björn Otto (* 1977), deutscher Leichtathlet
- Boris Otto (* 1971), deutscher Wirtschaftsingenieur und Hochschullehrer
- Brinna Otto (* 1938), deutsche Klassische Archäologin

### C
- Carl Otto (Versicherungsdirektor) (auch Karl Otto; 1844–1898), deutscher Versicherungsdirektor
- Carl Otto (Bildhauer) (1875–1916), deutscher Bildhauer
- Carl Otto (Kriminalbeamter) (1878–nach 1934), deutscher Kriminalrat
- Carl Otto (Unternehmer, 1887) (1887–1970), deutscher Unternehmer
- Carl Otto (Wirtschaftswissenschaftler) (* 1928), deutscher Wirtschaftswissenschaftler, Statistiker und Hochschullehrer
- Carl August Gottlob Otto (1896–1968), deutscher Schriftsteller und Redakteur
- Carl Christian Otto (1817–1873), dänisch-deutscher Mnemotechniker und Journalist
- Carl Friedrich Otto (1828–1906), Mitglied des Kurhessischen Kommunallandtages
- Carl Wunibald Otto (1808–nach 1862), deutscher Chemiker
- Carlos Otto (1838–1897), deutscher Chemiker und Unternehmer
- Carolin Otto (* 1962), deutsche Autorin und Regisseurin
- Carsten Otto (* 1986), deutscher Synchronsprecher
- Christian Otto (Politiker, 1948) (1948–2006), deutscher Politiker (PDS)
- Christian Otto (Politiker, 1949) (* 1949), deutscher Politiker (CDU)
- Christian Otto (Triathlet) (* 1986), deutscher Triathlet
- Christian Friedrich von Otto (1758–1836), deutscher Beamter und Politiker
- Christian Traugott Otto (1791–1874), deutscher Theologe und Pädagoge
- Christina Otto (* 1995), deutsche Schauspielerin
- Christoph Otto (* 1985), deutscher Filmeditor und Filmregisseur
- Christoph Friedrich Otto (1783–1856), deutscher Gärtner und Botaniker

### D
- David Otto (* 1999), deutscher Fußballspieler
- Dieter Otto (* 1930), deutscher Entomologe
- Dietlind Otto (* 1928), deutsche Chemikerin und Richterin am Bundespatentgericht
- Dietmar Otto (Fußballspieler) (* 1955), deutscher Fußballspieler
- Dietmar Otto (Voltigierer) (* 1965), deutscher Reitsportler und Trainer
- Dominicus Otto (1716–1773), deutscher Benediktiner, Abt von Münsterschwarzach
- Doris Otto-Franke (* 1953), deutsche Schauspielerin

### E
- Eberhard Otto (1685–1756), deutscher Jurist, siehe Everard Otto
- Eberhard Otto (Ägyptologe) (1913–1974), deutscher Ägyptologe
- Eberhard Otto (Dirigent) (1916–2002), deutscher Dirigent, Musikkritiker, Musikschriftsteller und Musikschuldirektor
- Eberhard Otto (Unternehmer) (1948–2023), deutscher Unternehmer und Politiker (FDP)
- Eckart Otto (* 1944), deutscher Theologe und Hochschullehrer
- Edouard Carl Friedrich Otto (1841–1905), deutsch-britischer Erfinder
- Eduard Otto (1812–1885), deutscher Botaniker
- Egbert Otto (1905–1968), deutscher Politiker (NSDAP)
- Ekkehard Otto (1928–2012), deutscher Sänger (Tenor)
- Elisabeth Herrmann-Otto (* 1948), deutsche Althistorikerin
- Elizabeth Otto (* 1970), US-amerikanische Kunsthistorikerin
- Emil Otto (Lektor) (1813–1878), deutscher Theologe, Autor und Lektor
- Emil Otto (Politiker) (1903–1974), deutscher Politiker (KPD/SED) und Gewerkschafter
- Émile Otto (1883–nach 1926), belgischer Radsportler
- Erich Otto (Gewerkschafter) (1883–1975), deutscher Gewerkschaftsfunktionär und Schauspieler
- Erich Otto (Maler) (1906–1990), deutscher Maler und Bildhauer
- Ernst von Otto (Geologe) (1799–1863), deutscher Geologe
- Ernst Otto (Maler) (1807–1847), deutscher Maler
- Ernst Otto (Politiker), deutscher Politiker (SPD), MdL Schwarzburg-Rudolstadt
- Ernst Otto (Pädagoge) (1877–1959), deutscher Pädagoge, Sprachwissenschaftler und Hochschullehrer
- Ernst Otto (General) (1886–1965), deutscher Generalleutnant
- Ernst Otto (Theologe) (1891–1941), deutscher Pfarrer
- Ernst von Otto-Kreckwitz (1861–1938), deutscher Kynologe und Publizist
- Ernst Julius Otto (1804–1877), deutscher Komponist und Chorleiter, siehe Julius Otto (Komponist)
- Erwin Otto (* 1945), deutscher Künstler
- Eugen Otto (* 1962), österreichischer Jurist, Immobilienunternehmer und Kunstsammler
- Evelyn Otto (* 1989), palauische Schwimmerin
- Everard Otto (Everardus Otto) (1685–1756), deutscher Jurist
- Ewald Otto (1799–1841), württembergischer Obertribunalrat

### F
- Felix Otto (Mathematiker) (* 1966), deutscher Mathematiker
- Felix Otto (Ruderer) (* 1983), deutscher Ruderer
- Florian Otto (* 1977), deutscher Landschaftsarchitekt und Hochschullehrer
- Frank Otto (Schauspieler) (1878–1963), US-amerikanischer Schauspieler
- Frank Otto (Medienunternehmer) (* 1957), deutscher Medienunternehmer
- Frank Otto (Geologe) (* 1957), deutscher Geologe und Hochschullehrer
- Frank Otto (Wasserballspieler) (* 1958), deutscher Wasserballspieler
- Frank Otto (Historiker) (1967–2024), deutscher Historiker und Publizist
- Franz Otto, Pseudonym von Otto Spamer (1820–1886), deutscher Buchhändler und Verleger
- Franz Otto (Politiker) (1821–1911), deutscher Politiker, Bürgermeister von Würzburg
- Franz Otto (Unternehmer) (1832–1901), deutscher Unternehmer und Kunstmäzen
- Franz Conrad Otto (1860–1936), deutscher Ministerialbeamter
- Fred Otto (1883–1944), deutscher Architekt und Baubeamter
- Frei Otto (1925–2015), deutscher Architekt
- Frieda Otto (1911–1985), deutsche Bibliothekarin
- Friederike Otto (* 1982), deutsche Physikerin, Klimatologin und Hochschullehrerin
- Friedrich Otto (Historiker) (1826–1902), deutscher Historiker
- Friedrich Otto (General) (1859–1925), deutscher Generalmajor
- Friedrich Otto (Schriftsteller) (1877–1924), deutscher Schriftsteller und Journalist
- Friedrich Otto (Fußballtrainer), deutscher Fußballtrainer
- Friedrich Otto (Politiker) (* 1924), deutscher Politiker (NDPD)
- Friedrich Otto (Informatiker) (* 1952), deutscher Informatiker
- Friedrich Julius Otto (1809–1870), deutscher Chemiker
- Friedrich Wilhelm Otto (Philologe) (1805–1866), deutscher Klassischer Philologe
- Friedrich Wilhelm Otto (Politiker) (1897–nach 1967), deutscher Politiker (LDPD), MdL Mecklenburg-Vorpommern
- Fritz Otto (Instrumentenbauer) (Karl Wilhelm Friedrich Otto; 1808–1884), deutsch-schwedischer Instrumentenbauer
- Fritz Otto (Dirigent) (1871–nach 1937), deutscher Dirigent und Kapellmeister
- Fritz Otto (Parteifunktionär) (1902–1983), deutscher Parteifunktionär (KPD, SED)
- Fritz Joachim Otto (1916–1993), deutscher Kameramann und Unternehmer
- Fynn Otto (* 2002), deutscher Fußballspieler

### G
- Georg Otto (Dirigent) (um 1550–1618), deutscher Komponist und Kapellmeister
- Georg Otto (Grafiker) (1868–1939), deutscher Grafiker und Heraldiker
- Georg Otto (Politiker) (1928–2021), deutscher Politiker (FSU, SPD, Bündnis 90/Die Grünen)
- Georg Otto (Physiker) (1931–2018), deutscher Physiker
- Georg Christian Otto (1763–1828), deutscher Schriftsteller und Statistiker
- Georg Wilhelm Christian Otto (1800–1871), deutscher Theologe und Politiker, MdL Nassau, siehe Wilhelm Otto (Theologe)
- Gerald Otto (* 1964), deutscher Politiker (CDU), MdL Sachsen
- Gerd Otto (Musiker) (1899–1966), deutscher Pianist und Musikpädagoge
- Gerd Otto (Journalist) (* 1940), deutscher Journalist und Chefredakteur
- Gerd Otto (Mediziner) (* 1944), deutscher Chirurg, Transplantationsmediziner und Hochschullehrer
- Gerhard Otto (1914–1992), deutscher Flötist
- Gert Otto (1927–2005), deutscher Theologe
- Gertrud Otto (1895–1970), deutsche Kunsthistorikerin
- Gianni Otto (* 1995), deutscher Basketballspieler
- Gisela Otto (Rennrodlerin) (* 1951), deutsche Rennrodlerin
- Gisela Otto (Funktionärin), deutsche Lehrerin und Vereinsgründerin
- Gisela Buschendorf-Otto (1921–2011), deutsche Prähistorikerin und Kulturanthropologin
- Gottlieb Friedrich Otto (1751–1815), deutscher Lehrer, Pfarrer und Lexikograf
- Götz Otto (* 1967), deutscher Schauspieler
- Gracie Otto (* 1987), australische Schauspielerin, Produzentin und Regisseurin
- Grit Otto (* 1990), deutsche Biathletin
- Gunter Otto (Pädagoge) (1927–1999), deutscher Kunstpädagoge
- Gunter Otto (Regisseur) (1936–1999), deutscher Filmregisseur, Produzent und Kameramann
- Gunter Otto (Biologe) (1944–2012), deutscher Hydrobiologe, Ornithologe und Fotograf
- Günter Otto (General) (* 1925), deutscher Generalmajor der NVA
- Günter Otto (Fußballspieler) (* 1938), deutscher Fußballspieler
- Günther Otto (* 1950), deutscher Unternehmer, Manager und Funktionär
- Gustav Otto (Historiker) (1843–1917), deutschbaltischer Arzt und Historiker
- Gustav Otto (Flugzeugbauer) (1883–1926), deutscher Flugzeugbauer

### H
- Hanns-Günther Otto (1923–2014), deutscher Unternehmer
- Hannskarl Otto (1918–nach 1956), deutscher Journalist und Dramaturg
- Hanns Theo Schmitz-Otto (1908–1992), deutscher Kaufmann und Büchersammler
- Hans Otto, Pseudonym von Hans Otto Löwenstein (1881–1931), österreichischer Filmregisseur und Filmproduzent
- Hans Otto (Politiker) (1895–1970), deutscher Verwaltungsbeamter und Politiker (FDP), MdBB
- Hans Otto (1900–1933), deutscher Schauspieler
- Hans Otto (Maler) (1900–1968), deutscher Maler und Grafiker
- Hans Otto (Organist) (1922–1996), deutscher Organist und Kantor
- Hans C. Otto (1879–1929), deutscher Handschuhfabrikant
- Hans-Georg Otto (Autor) (1903–1997), deutscher Autor und Verwaltungsbeamter
- Hans-Georg Otto (Politiker) (* 1941), deutscher Politiker (SPD), Oberbürgermeister von Dessau
- Hans-Hartwig Otto (* 1939), deutscher Chemiker, Pharmazeut und Verbandsfunktionär
- Hans-Joachim Otto (Basketballfunktionär) (1928–2011), deutscher Basketballfunktionär
- Hans-Joachim Otto (Fußballspieler) (1937–2020), deutscher Fußballspieler
- Hans-Joachim Otto (Politiker) (* 1952), deutscher Politiker (FDP)
- Hansjörg Otto (* 1938), deutscher Jurist und Hochschullehrer
- Hans-Jürgen Otto (1935–2017), deutscher Forstwissenschaftler und Forstbeamter
- Hans-Siegfried Otto (1917–2004), deutscher Kinderarzt, Kardiologe und Pneumologe
- Hans-Uwe Otto (1940–2020), deutscher Erziehungswissenschaftler
- Hans-Werner Otto (Staatssekretär) (1908–1977), deutscher Jurist und Staatssekretär
- Hans-Werner Otto (Botaniker) (* 1933), deutscher Botaniker und Lehrer
- Harald Otto (Schauspieler) (1865–1928), norwegischer Schauspieler
- Harald Otto (Goldschmied) (1928–2013), deutscher Goldschmied
- Harald Otto (Pädagoge) (* 1941), deutscher Pädagoge
- Harro Otto (* 1937), deutscher Strafrechtswissenschaftler und Hochschullehrer
- Heike Otto (* 1970), deutsche Archäologin und Denkmalpflegerin
- Heini Otto (Hendrikus Otto; * 1954), niederländischer Fußballspieler
- Heino Otto (1869–1945), deutscher Architekt und Baumeister
- Heinrich Otto (Maler, 1832) (1832–1902), österreichischer Maler
- Heinrich Otto (Kommerzienrat, Junior) (1856–1931), deutscher Textilunternehmer und Numismatiker
- Heinrich Otto (Maler, 1858) (1858–1923), deutscher Maler
- Heinrich Otto (Politiker, 1892) (1892–1944), deutscher Politiker (KPD), MdL Hessen
- Heinrich Otto (Politiker, 1893) (1893–1983), deutscher Politiker (KPD), MdL Nordrhein-Westfalen
- Heinrich Friedrich Otto (1692–1730), deutscher Jurist und Historiker
- Heinrich Gotthold Otto (1820–1908), deutscher Fabrikant
- Heinz-Joachim Otto (1933–2017), deutscher Politiker (SPD)
- Helene Otto (1856–1949), mecklenburgische Schriftstellerin
- Helga Otto (* 1938), deutsche Politikerin (SPD)
- Hellmut Otto (1925–2004), deutscher Diabetologe
- Helmut Otto (Mediziner) (1892–1974), deutscher Mediziner und Politiker (NSDAP)
- Helmut Otto (Metallurg) (1910–1998), deutscher Mineraloge und Metallurg
- Helmut Otto (Historiker) (* 1927), deutscher Historiker
- Helmut Otto (Künstler) (1937–2012), deutscher Maler und Hochschullehrer
- Helmut Otto (Gastronom) (* 1937), deutscher Gastronom und Verbandsfunktionär
- Hendrik Otto (* 1974), deutscher Koch
- Henrik Otto (* 1976), deutscher evangelischer Geistlicher, Präses des Bundes Freier evangelischer Gemeinden in Deutschland
- Herbert Otto (Mediziner) (1922–2019), deutscher Pathologe und Hochschullehrer
- Herbert Otto (Schriftsteller) (1925–2003), deutscher Schriftsteller
- Herbert Otto (Politiker) (* 1947), deutscher Politiker (SED), Oberbürgermeister von Nordhausen
- Hermann Otto (Schriftsteller) (Hermann Waldemar Otto; Signor Saltarino; 1863–1941), deutscher Schriftsteller, Journalist, Artist und Bergbauunternehmer
- Herwig Otto (1934–2022), deutscher Grafiker, Medailleur und Graveur
- Hugo Otto (1875–1949), deutscher Lehrer, Heimatforscher und Schriftsteller

### I
- Ilona Otto, Geburtsname von Ilona Brokowski (* 1979), deutsche Synchronsprecherin
- Ilona M. Otto (* ca. 1979/1980), polnische Soziologin in der Klimafolgenforschung in Graz
- Ilse-Christine Otto (* 1966), deutsche Sopranistin
- Immanuel Friedrich Otto (1791–1875), deutscher Kaufmann und Fabrikant
- Ingeborg Otto (1927–2021), deutsche Politikerin (SPD), MdA Berlin
- Ingrid Otto (* 1939), deutsche Eisstockschützin
- Iris Anna Otto (* 1953), deutsche Schriftstellerin
- Irmtrud Otto (* 1951), deutsche Ingenieurin und Politikerin (CDU), MdVK
- Isabell Otto (* 1976), deutsche Film- und Medienwissenschaftlerin

### J
- Jacob Otto (Politiker) (1792–1880), deutscher Landwirt und Politiker, MdL Nassau
- Jacob Christian Friedrich Otto (1795–1869), deutscher Generalmajor
- Jakob August Otto (1760–1829), deutscher Instrumentenmacher und Geigenbauer
- James Otto (* 1973), US-amerikanischer Sänger und Songwriter
- Jan Otto (Verleger) (1841–1916), tschechischer Verleger
- Jan Otto (Gewerkschafter) (* 1980), deutscher Gewerkschafter
- Janina Lin Otto (* 1985), deutsche Unternehmerin
- Jannik Otto (* 1988), deutscher Handballschiedsrichter
- Jens Otto (* 1974), deutscher Bauingenieur, Fachautor und Hochschullehrer
- Jim Otto (1938–2024), US-amerikanischer American-Football-Spieler
- Joachim Otto (* 1927), deutscher Fußballtorwart
- Joel Otto (* 1961), US-amerikanischer Eishockeyspieler und -trainer
- Johann Otto (Mediziner) (1892–nach 1961), deutscher Internist
- Johann Georg Otto (1744–1829), deutscher Verwaltungsjurist und Beamter
- Johann Karl Theodor Otto (auch Johann Carl Theodor von Otto; 1816–1892/1897), deutscher Theologe und Schriftsteller
- Johann Samuel Otto (1798–1878), deutscher Maler, Zeichner und Lithograf
- Johann Sebastian Otto (1689–1750), deutscher Amtmann
- Johann Thomas Otto (1726–1790), deutscher Kaufmann und Politiker, Ratsherr in Lübeck
- Johannes Otto (Geistlicher) (vor 1484–1545), deutscher Jurist, Geistlicher und Hochschullehrer
- Johannes Otto (Pädagoge) (auch Johann Otto; vor 1647–1691), deutscher Pädagoge
- Johannes Otto (Journalist) (1922–1994), deutscher Journalist
- John Otto (Musiker) (* 1977), US-amerikanischer Rockmusiker
- John Otto (Radsportler) (1900–1966), US-amerikanischer Radsportler
- John Conrad Otto (1774–1844), US-amerikanischer Arzt, Beschreiber der hereditären Hämophilie
- John E. Otto (1938–2020), US-amerikanischer Regierungsbeamter
- John Ya Otto (1938–1994), namibischer Politiker
- Jonny Otto (Jonathan Castro Otto; * 1994), spanischer Fußballspieler
- Josef Otto (1880–1961), deutscher Schwerathlet
- Joseph Albert Otto (1901–1981), deutscher Jesuit, Missionswissenschaftler, Herausgeber und Erzähler
- Julius Otto (Komponist) (1804–1877), deutscher Komponist und Chorleiter
- Julius Otto (Dichter) (1825–1849), deutscher Dichter, Poet und Musiker
- Julius Otto (Verwaltungsbeamter) (1851–1895), deutscher Verwaltungsbeamter
- Julius Otto (Schauspieler) (1866–1924), deutscher Schauspieler und Intendant
- Julius Konrad Otto (1562–1649/1656), deutscher Hebraist und Hochschullehrer
- Jürgen Otto (Mineraloge) (* 1938), deutscher Mineraloge, Geowissenschaftler und Hochschullehrer
- Jürgen Otto (Fußballspieler) (* 1958), deutscher Fußballspieler
- Jürgen H. Otto (* 1952), deutscher Psychologe und Hochschullehrer
- Justine Otto (* 1974), deutsche Künstlerin
- Justus Otto (1802–1877), deutscher Politiker, MdL Hessen

### K
- Karl Otto (Politiker, 1826) (1826–1884), deutscher Politiker (DtVP), MdL Baden
- Karl Otto (Maler) (1830–1902), deutscher Maler
- Karl Otto (Politiker, II), deutscher Politiker (SPD), MdL Sachsen
- Karl Otto (Skisportler) (1861–1946), deutscher Skilangläufer und Skibergsteiger
- Karl Otto (Musiker) (1881–nach 1954), deutscher Pianist und Organist
- Karl Otto (Schriftsteller) (Pseudonym Otto Karl Friedrich; 1902–1978), deutscher Schriftsteller
- Karl Otto (Architekt) (1904–1975), deutscher Architekt und Hochschullehrer
- Karl Otto (Sänger) (1904–1990), deutscher Opernsänger (Bass)
- Karl Otto (Stenograf) (1910–1998), deutscher Stenograf und Erfinder
- Karl-Adolf Otto (* 1934), deutscher Soziologe
- Karl Anton Dominik von Otto (1723–1797), deutscher Generalmajor und Festungskommandant
- Karl Eduard Otto (1795–1869), deutscher Rechtswissenschaftler und Hochschullehrer
- Karl-Heinz Otto (Prähistoriker) (1915–1989), deutscher Prähistoriker und Hochschullehrer
- Karlheinz Otto (auch Karl-Heinz Otto; * 1930), deutscher Psychologe und Hochschullehrer
- Karl-Heinz Otto (Schriftsteller) (* 1937), deutscher Schriftsteller
- Karl-Heinz Otto (Schauspieler), deutscher Schauspieler
- Karl-Heinz Otto (Geograph) (* 1958), deutscher Geograph und Hochschullehrer
- Karoline Otto-Thate (1822/1826–1897), deutsche Schauspielerin
- Katharina Otto-Bernstein (* 1964), deutsch-US-amerikanische Filmemacherin und Miterbin der Otto Group
- Katharina Otto-Dorn (1908–1999), deutsche Kunsthistorikerin und Archäologin
- Kevin Otto, US-amerikanischer Schauspieler
- Kim Otto (* 1968), deutscher Journalist, Autor und Hochschullehrer
- Klaus Otto (1939–1978), deutscher Jockey
- Klaus-Stephan Otto (* 1949), deutscher Psychologe und Organisationsentwickler
- Konrad Otto-Zimmermann (* 1951), deutscher Umweltplaner und Verwaltungswissenschaftler
- Kristin Otto (* 1966), deutsche Schwimmerin und Fernsehmoderatorin
- Krynauw Otto (* 1971), südafrikanischer Rugby-Union-Spieler
- Kurt Otto (Politiker, 1887) (1887–1947), deutscher Politiker (NSDAP)
- Kurt Otto (Architekt), deutscher Architekt
- Kurt Otto (Fußballspieler) (1900–1942), deutscher Fußballspieler und -trainer
- Kurt Otto (Politiker, 1903) (1903–1985), deutscher Landwirt und Politiker (NPD), MdL Rheinland-Pfalz
- Kurt Otto (Turner), deutscher Turner
- Kurt Otto (Rennfahrer) (1930–2003), deutscher Rallyerennfahrer

### L
- Lena Otto (* 1993), deutsche Politikerin (SPD)
- Leopold Otto (1819–1882), polnischer Theologe und Kirchenliederdichter
- Lisa Otto (1919–2013), deutsche Opernsängerin (Sopran)
- Lorenz Otto (* 2001), deutscher Fußballspieler
- Lothar Otto (Bildhauer) (1893–1970), deutscher Bildhauer und Maler
- Lothar Otto (Cartoonist) (1932–2019), deutscher Cartoonist und Illustrator
- Lothar Otto (Ingenieur) (* 1947), deutscher Ingenieur und Hochschullehrer
- Louis-Guillaume Otto (1754–1817), französischer Diplomat
- Louise Otto, Geburtsname von Louise Otto-Peters (1819–1895), deutsche  Schriftstellerin
- Louise Otto (Schwimmerin) (1896–1975), deutsche Schwimmerin
- Ludwig Otto (1909–1940), deutscher Widerstandskämpfer
- Lutz Otto (1954–2010), deutscher Fußballspieler

### M
- M. A. C. Otto (1918–2005), deutsche Philosophin
- Manfred Otto (1927–2013), deutscher Geistlicher und Kirchenfunktionär
- Manuel Otto (* 1996), deutscher Spieleentwickler
- Marc-Oliver Otto (* 1971), deutscher Mathematiker und Hochschullehrer
- Marcel Otto-Bruc (* 1922), französischer Sportschütze
- Marcus Otto (1600–1674), deutscher Jurist und Diplomat
- Margarethe Otto-Körner (1868–1937), deutsche Schauspielerin
- Margit Otto-Crépin (1945–2020), französische Dressurreiterin
- Maria Otto (1892–1977), deutsche Rechtswissenschaftlerin
- Markus Otto (1600–1674), deutscher Gesandter
- Markus Otto (Heimatforscher) (1913–1999), deutscher Apotheker und Heimatforscher
- Markus Otto (Architekt) (* 1957), deutscher Architekt
- Martin Otto (General) (1874–1959), deutscher Generalmajor
- Martin Otto (Mathematiker) (* 1961), deutscher Mathematiker und Hochschullehrer
- Martin Otto (Trainer) (* 1962), deutscher Rollstuhlbasketballtrainer
- Martin Otto (Jurist) (* 1974), deutscher Jurist und Rechtshistoriker
- Martin Otto (Ringer), deutscher Ringer
- Mathilde Otto (1875–1933), deutsche Politikerin und Frauenrechtlerin
- Matt Otto (* 1967), US-amerikanischer Jazzmusiker und Hochschullehrer.
- Matthias Otto (Chemiker) (* 1950), deutscher Chemiker und Hochschullehrer
- Matthias Otto, eigentlicher Name von Max Raabe (* 1962), deutscher Sänger
- Max Otto (1903–1974), deutscher Bauunternehmer
- Maximilian Otto (* 1991), deutscher Skeletonfahrer
- Melitta Otto-Alvsleben (1842–1893), deutsche Sängerin
- Michael Otto (Künstler) (* 1938), deutscher Maler und Grafiker
- Michael Otto (* 1943), deutscher Manager
- Michael Otto (Medailleur) (* 1966), deutscher Medailleur und Graveur
- Michael T. Otto (* 1969), deutscher Trompeter und Komponist
- Miranda Otto (* 1967), australische Schauspielerin
- Moritz Otto (* 1988), deutscher Schauspieler

### N
- Natalino Otto (1912–1969), italienischer Sänger und Schauspieler
- Nick Otto (* 1999), deutscher Fußballspieler
- Nicolaus Otto (1832–1891), deutscher Maschinenbauer und Erfinder
- Norbert Otto (Politiker) (* 1943), deutscher Politiker (CDU)
- Norbert Otto (Fußballspieler) (* 1957), deutscher Fußballspieler

### O
- Oliver Otto (* 1972), deutscher Fußballspieler
- Oskar Otto (1843–1912), deutscher Fabrikant und Politiker
- Otto Otto von Mauderode (1600–1671), braunschweig-lüneburgischer Geheimer Rat und Gesandter
- Ottomar Otto (1892–1945), deutscher Kriminalpolizist und SS-Sturmbannführer

### P
- Paul Otto (Bildhauer) (1846–1893), deutscher Bildhauer
- Paul von Otto (Paul Johann August von Otto; 1868–1939), deutscher Schmetterlingsforscher und Politiker
- Paul Otto (Bibliothekar, 1873) (1873–1937), deutscher Bibliothekar
- Paul Otto (Schauspieler) (1878–1943), deutscher Schauspieler
- Paul Otto (Bibliothekar, 1879) (1879–1962), deutscher Bibliothekar
- Paul Otto (General) (1881–1961), deutscher Generalleutnant
- Paul Otto (Politiker) (1903–1979), deutscher Politiker (CDU)
- Peter Otto (Mathematiker) († 1594), deutscher Philosoph und Mathematiker
- Peter Otto (Mediziner) (* 1937), deutscher Gastroenterologe
- Peter Otto (Rennfahrer), deutscher Automobilrennfahrer
- Peter Otto (Regisseur), deutscher Filmregisseur, -produzent und Drehbuchautor
- Peter Otto (Chemiker) (Peter P. Otto; 1943–2011), deutscher Chemiker und Hochschullehrer
- Peter Otto (Anglist) (* 1953), australischer Anglist, Literaturwissenschaftler und Hochschullehrer
- Peter Otto (Künstler) (1955–2017), niederländischer Maler, Bildhauer und Schriftsteller
- Peter Otto (Fotograf) (* 1976), deutscher Fotograf
- Philipp Otto (* 1973), deutscher Schauspieler

### R
- Rainer Otto (1939–2023), deutscher Kabarettist
- Ralf Otto (* 1956), deutscher Dirigent
- Reidar Otto (1890–1959), norwegischer Theaterregisseur
- Reinhard Otto (* 1954), deutscher Politiker (CDU)
- Reinhold Otto (Politiker, 1863) (1863–1930), deutscher Lehrer, Verbandsfunktionär und Politiker (FVp, DDP), MdL Preußen
- Reinhold Otto (Politiker, 1932) (* 1932), deutscher Politiker (SPD), MdL Niedersachsen
- Richard Otto (Romanist) (1863–??), deutscher Romanist und Journalist
- Richard Otto (Bildhauer) (1869–1939), deutscher Innenarchitekt und Bildhauer
- Richard Otto (Mediziner) (1872–1952), deutscher Mediziner und Hochschullehrer
- Richard Otto (General) (* 1968), ugandischer General
- Rick Otto (* 1973), US-amerikanischer Schauspieler
- Robert Otto (Chemiker) (1837–1907), deutscher Chemiker und Pharmazeut
- Robert Otto (Maler) (1895–1973), deutscher Maler
- Robert Otto (Parteifunktionär) (1899–nach 1946), deutscher Parteifunktionär (KPD) und Spitzel der Gestapo
- Robert Otto (Architekt, 1902) (1902–1986), deutscher Architekt
- Robert Otto (Architekt, 1908) (1908–1983), deutscher Architekt
- Roland Otto (* 1955), deutscher Hydrogeologe
- Rolf Otto (Fußballspieler) (* 1921), deutscher Fußballspieler
- Rolf Georg Otto (1924–2003), Schweizer Architekt
- Rolf-Jürgen Otto (1940–2016), deutscher Unternehmer und Fußballfunktionär
- Rosa Otto-Martineck (1836–1928), deutsche Schauspielerin
- Rudolf von Otto (1735–1811), deutscher Feldmarschalleutnant
- Rudolf Otto (1869–1937), deutscher Theologe und Religionswissenschaftler
- Rudolf Otto (Maler) (1887–1962), deutscher Maler
- Rudolf Otto (Kunsthändler) (1906–1988), österreichischer Kunsthändler und Galeriegründer
- Rudolf Otto (Ingenieur) (1908–nach 1951), deutscher Ingenieur

### S
- Sabrina Otto, Geburtsname von Sabrina Stern (* 1984), deutsche Sängerin
- Sam Otto (* 1992), britischer Schauspieler
- Sandra Otto (* 1975), deutsche Badmintonspielerin
- Sarah Otto (* 1967), kanadische Evolutionsbiologin
- Sebastian Otto (Jurist) (1607–1678), deutscher Jurist, Gesandter bei den Westfälischen Friedensverhandlungen sowie beim Regensburger Reichstag
- Sebastian Otto (* 1983), deutscher Kampfsportler
- Siegfried Otto (1914–1997), deutscher Unternehmer
- Siegfried Otto (General) (* 1922), deutscher Generalmajor der NVA
- Siegmund Otto (?–1641), deutscher Politiker, Bürgermeister von Dresden
- Siegmund Gabriel Otto († 1709), kursächsischer Hof- und Leibarzt
- Silke Otto-Knapp (1970–2022), deutsche Malerin
- Silvia Otto (1931–2009), deutsche Basketballschiedsrichterin
- Stefan Otto (* 1969), schwedischer Fotograf und Videokünstler
- Stephan Otto (1931–2010), deutscher Philosoph und Philosophiehistoriker
- Stephan Klenner-Otto (* 1959), deutscher Zeichner und Radierer
- Sven Otto (* 1978), deutscher Hochschullehrer für Mund-, Kiefer- und Gesichtschirurgie
- Sven-Joachim Otto (* 1969), deutscher Rechtsanwalt und Politiker (CDU)
- Sylke Otto (* 1969), deutsche Rennrodlerin

### T
- Teo Otto (1904–1968), deutscher Bühnenbildner
- Theo Otto (Fußballspieler) (1910–nach 1954), deutscher Fußballspieler und -trainer
- Theodor Otto (Ingenieur) (1843–1902), deutscher Ingenieur und Unternehmer
- Theodor Otto (Geistlicher) (1867–1952), deutscher Pastor und Prediger
- Thomas Otto (Schauspieler) (* 1957), deutscher Schauspieler
- Thomas Otto (Journalist) (* 1958), deutscher Journalist und Künstler
- Thomas Otto (Ingenieur), deutscher Ingenieur und Hochschullehrer
- Thomas Otto (Produzent) (* 1993), deutscher Filmproduzent
- Thorsten Otto (* 1964), deutscher Moderator
- Tilmann Otto, eigentlicher Name von Gentleman (Musiker) (* 1974), deutscher Musiker
- Tim Otto (* 1997), deutscher Handballspieler

### U
- Ulrich Otto (Politikwissenschaftler) (* 1942), deutscher Ingenieur und Politikwissenschaftler
- Ulrich Otto (Maler, 1944) (* 1944), deutscher Maler
- Ulrich Otto (Maler, 1945) (* 1945), deutscher Maler
- Ulrich Otto (Admiral) (* 1946), deutscher Konteradmiral
- Ulrich Otto (Sozialpädagoge) (* 1961), deutscher Sozialpädagoge und Hochschullehrer

### V
- Valentin Otto (Musiker) (1529–1594), deutscher Musiker und Thomaskantor
- Valentin Otto (um 1548–1603), deutscher Mathematiker, siehe Valentinus Otho
- Valentin Otto (Politiker) (1795–1849), deutscher Politiker, MdL Hessen
- Valerius Otto (1579–1612?), deutscher Organist und Komponist
- Venantia Otto (* 1987), namibisches Fotomodell
- Victor Alexander von Otto (1852–1912), deutscher Jurist und Politiker

### W
- Waldemar Otto (1929–2020), deutscher Bildhauer und Künstler
- Walter Otto (Historiker) (1878–1941), deutscher Althistoriker
- Walter Otto (SS-Mitglied) (1906–nach 1963), deutscher SS-Oberscharführer
- Walter Otto (Jurist) (1907–1998), deutscher Jurist
- Walter Otto (Kunsthistoriker) (1911–1971), deutscher Kunsthistoriker
- Walter F. Otto (1874–1958), deutscher Philologe
- Wayne Otto (* 1966), britischer Karateka
- Welf-Gerrit Otto (* 1977), deutscher Kulturwissenschaftler und Künstler
- Werner von Otto (General, 1838) (1838–1927), deutscher Generalleutnant
- Werner Otto (Unternehmer) (1909–2011), deutscher Unternehmer
- Werner Otto (Mediziner) (1921–2007), deutscher Internist und Hochschullehrer
- Werner Otto (Dramaturg) (* 1922), deutscher Dramaturg
- Werner Otto (Fußballspieler) (1929–2025), deutscher Fußballspieler
- Werner Otto (General, 1930) (* 1930), deutscher Generalmajor
- Werner Otto (Radsportler) (* 1948), deutscher Radsportler
- Wilfriede Otto (1933–2015), deutsche Historikerin und Publizistin
- Wilhelm Otto (Theologe) (Georg Wilhelm Christian Otto; 1800–1871), deutscher Theologe und Politiker, MdL Nassau
- Wilhelm Otto (Schauspieler) (1825–1918), deutscher Schauspieler
- Wilhelm Otto (Maler) (Gustav Friedrich Wilhelm Otto; 1868–1942), deutscher Maler
- Wilhelm Otto (Bildhauer) (1871–1943), deutscher Bildhauer und Hochschullehrer
- Wilhelm Otto (Politiker) (1898–1956), deutscher Politiker (CDU), MdL Nordrhein-Westfalen
- Wilhelm Otto (Jurist) (1900–nach 1968), deutscher Jurist und Richter
- Wilhelm Otto (Sänger) (1907–1985), deutscher Opernsänger (Tenor)
- Wilhelm Lanzky-Otto (1909–1991), dänischer Hornist und Hochschullehrer
- Willy Otto (1907–2001/2002), deutscher Unternehmer und Firmengründer
- Wolfgang Otto (SS-Mitglied) (1911–1989), deutscher SS-Stabsscharführer
- Wolfgang Otto (General) (1947–2025), deutscher Generalleutnant
- Wolfgang Otto (Politiker) (* 1947), deutscher Politiker
- Wolfgang Otto (Journalist), deutscher Journalist

### Y
- Yari Otto (* 1999), deutscher Fußballspieler

Vorname unbekannt
- Otto (Komponist) (fl. 18. Jahrhundert), Komponist der frühen Klassik